# ॾ
Cette page contient des caractères spéciaux ou non latins. S’ils s’affichent mal (▯, ?, etc.), consultez la page d’aide Unicode.
ॾ, appelé d̤a et transcrit d̤, est une consonne de l’alphasyllabaire devanagari utilisée dans l’écriture du sindhi.

## Utilisation
En sindhi ‹ ॾ › représente une consonne occlusive injective alvéolaire /ɗ/. Par exemple dans le mot ॾुधु (d̤udhu, ڏُڌُ), « babeurre ».

## Représentations informatiques
| formes | représentations | chaînes de caractères | points de code | descriptions                                      |
| ------ | --------------- | --------------------- | -------------- | ------------------------------------------------- |
| pleine | ॾ               | ॾ                     | U+097E         | lettre devanagari ddda                            |
| morte  | ॾ्               | ॾ◌्                    | U+097E U+094D  | lettre devanagari ddda, symbole devanagari virama |